# VAZ 2103/2106
VAZ 2103 je sovětský automobil nižší střední třídy vyráběný ve Volžském automobilovém závodě (VAZ) mezi lety 1973 až 1984. Na některých zahraničních trzích, zvláště západních zemí, se prodával pod jménem Lada 1500. Jednalo se o luxusněji vybavený model úzce příbuzného modelu 2101.
VAZ 2106, nazývaný také Lada 1600 se vyráběl od roku 1976. Přestože byl nástupcem modelu 2103, prvních osm let produkce se oba modely prodávaly souběžně. Výroba byla ukončena v roce 2005, kdy jeho pozici nahradil model VAZ 2107.

## VAZ 2103
VAZ 2103 byl lépe vybaveným typem modelu 2101, který byl vůbec prvním automobilem značky VAZ (později Lada) a který se stal technickým základem pro řadu dalších spřízněných modelů této značky. Samotný VAZ 2101 byl licenční úpravou italského Fiatu 124, VAZ 2103 byl inspirován jeho modernější variantou 124 Spécial s úpravami podle novějšího Fiatu 125.
Charakteristickým znakem vozu jsou dvě dvojice světlometů na čele vozu, které jej na první pohled odlišují od mateřského modelu. Přední maska byla více chromovaná a na bocích karoserie přibyly okrasné lišty ze stejného materiálu. Na zadních C sloupcích přibyly větrací mřížky. Interiér prošel řadou změn, aby byl více umocněn jeho přepychovější charakter oproti základním modelům. Palubní deska se mohla pochlubit netradičním prvkem automobilů sovětské výroby té doby - dekorem z imitace dřeva, doplněné klasickým plastem. Komfort cestujících zajišťovala upravená přední sedadla a zadní sklopná loketní opěrka uprostřed mezi dvěma zadními sedadly. Vylepšen byl také volant, po jehož levé straně je atypicky umístěno zapalování motoru.

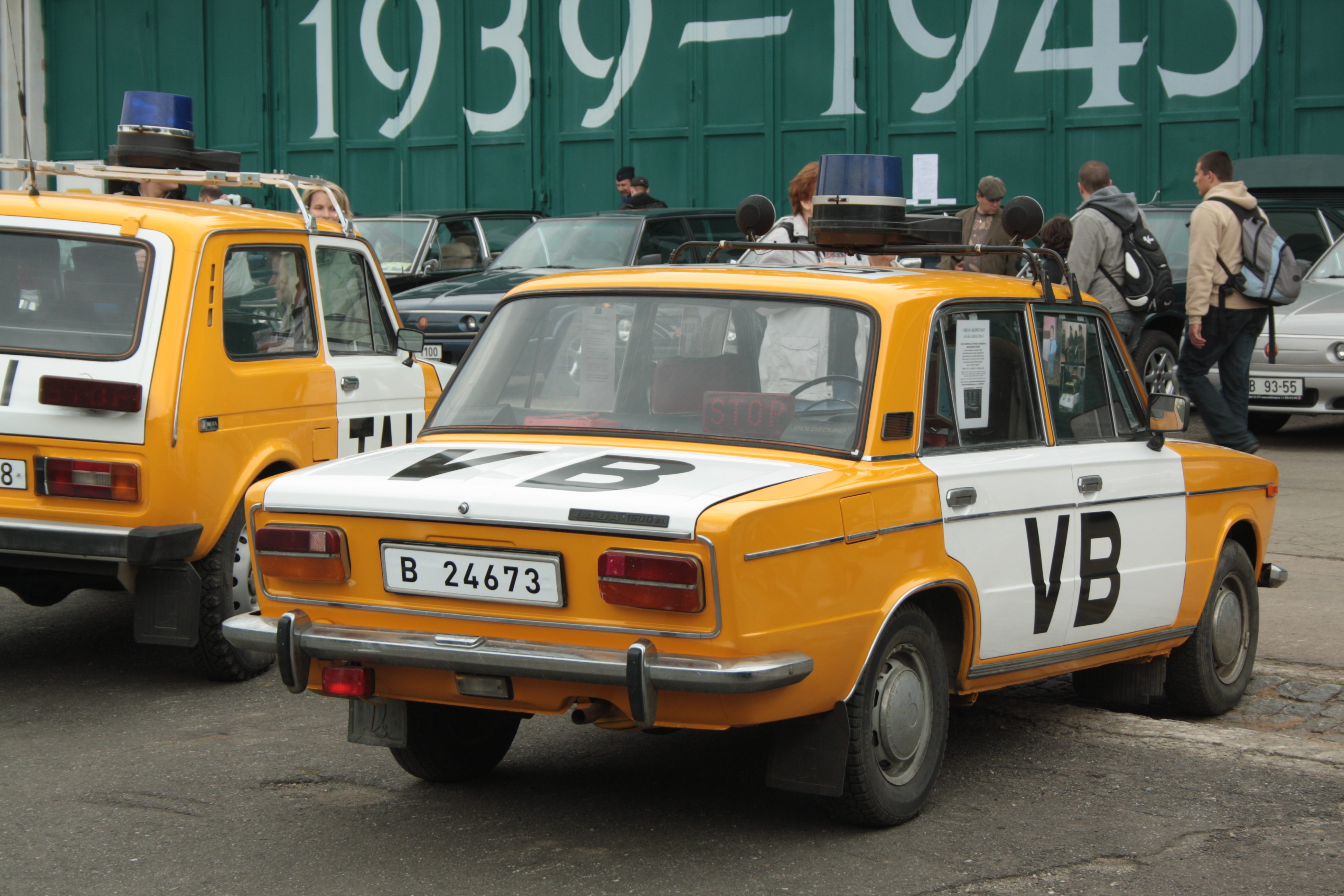
VAZ 2103 v úpravě pro Veřejnou bezpečnost

Technicky se oproti původnímu 2101 téměř v ničem neliší. Vzhledem k tomu, že nejvíce sportovně laděný vůz tehdejší nabídky značky VAZ dosahoval vyšších rychlostí než standardní modely, byl v zájmu větší bezpečnosti posílen brzdový systém s předními kotoučovými a zadními bubnovými brzdami o podtlakový posilovač. Již zmiňovaných vyšších rychlostí automobilu bylo dosaženo instalováním nového výkonnějšího motoru, jehož objem činil 1 451 cm3. Poskytoval výkon až 55,2 kW (75 koní) a vůz se mohl dostat na maximální rychlost mírně přes 150 km/h. Zrychlení z 0 na 100 km/h zvládl za zhruba 17 sekund.
Doba výroby tohoto modelu 11 let patřila v produkci značky VAZ té doby k nízkým hodnotám - průměrná délka výroby u bratrských modelů (z nichž některé se vyrábějí do současnosti) se pohybovala okolo 23 let. Celkem vyjelo z továrny v Togliatti přes 1 300 000 automobilů řady 2103.
VAZ 2103 se objevil ve větší míře také v několika filmech. Ve snímku Neuvěřitelná dobrodružství Italů v Rusku (1973) bylo použito hned několika vozů s profesionálními italskými kaskadéry. Dále hrál model 2103 větší role i v romantické komedii Ironie osudu aneb Rozhodně správná koupel (1975) nebo oscarovém dramatu Moskva slzám nevěří (1979).

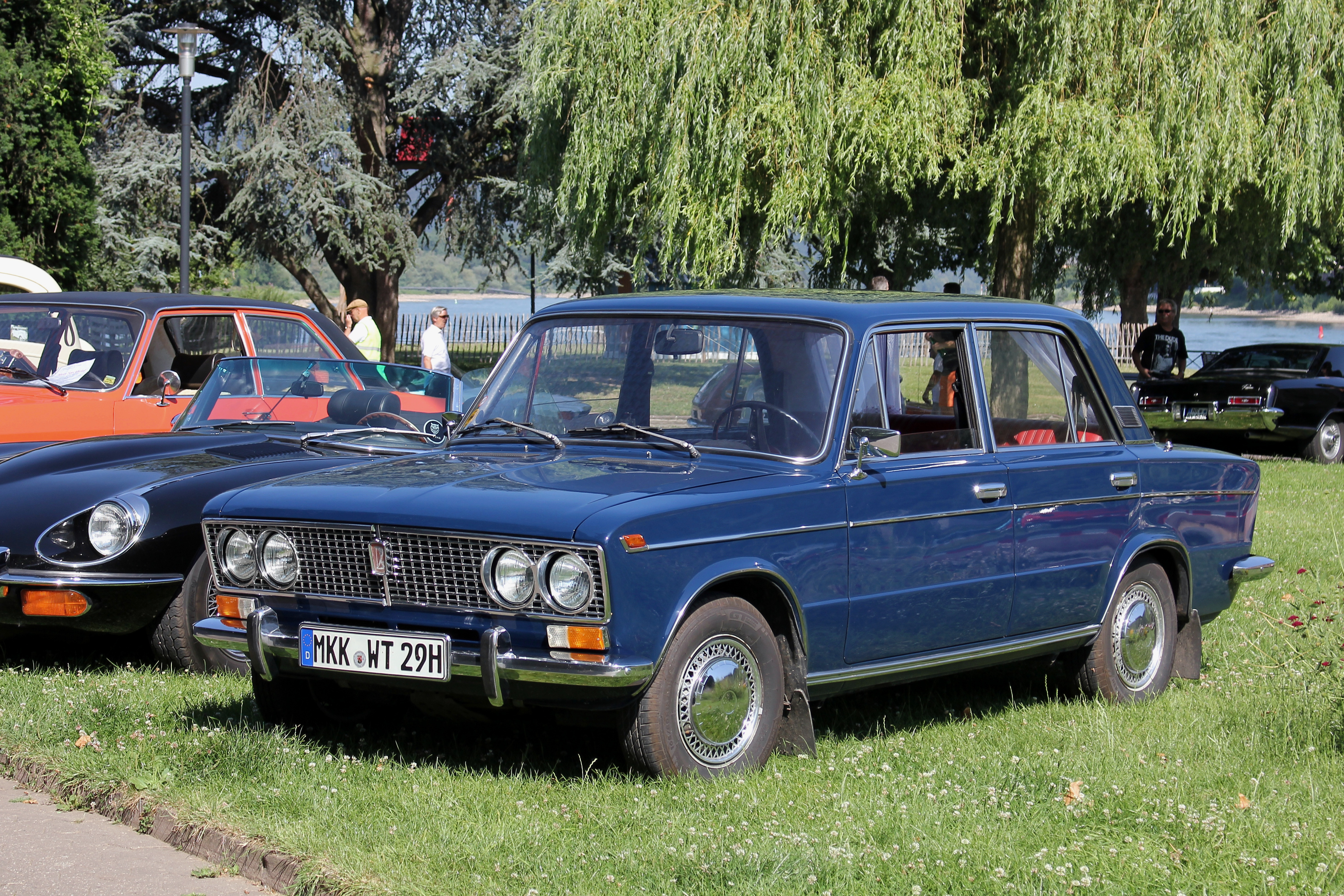
Lada 2103 / Lada 1500
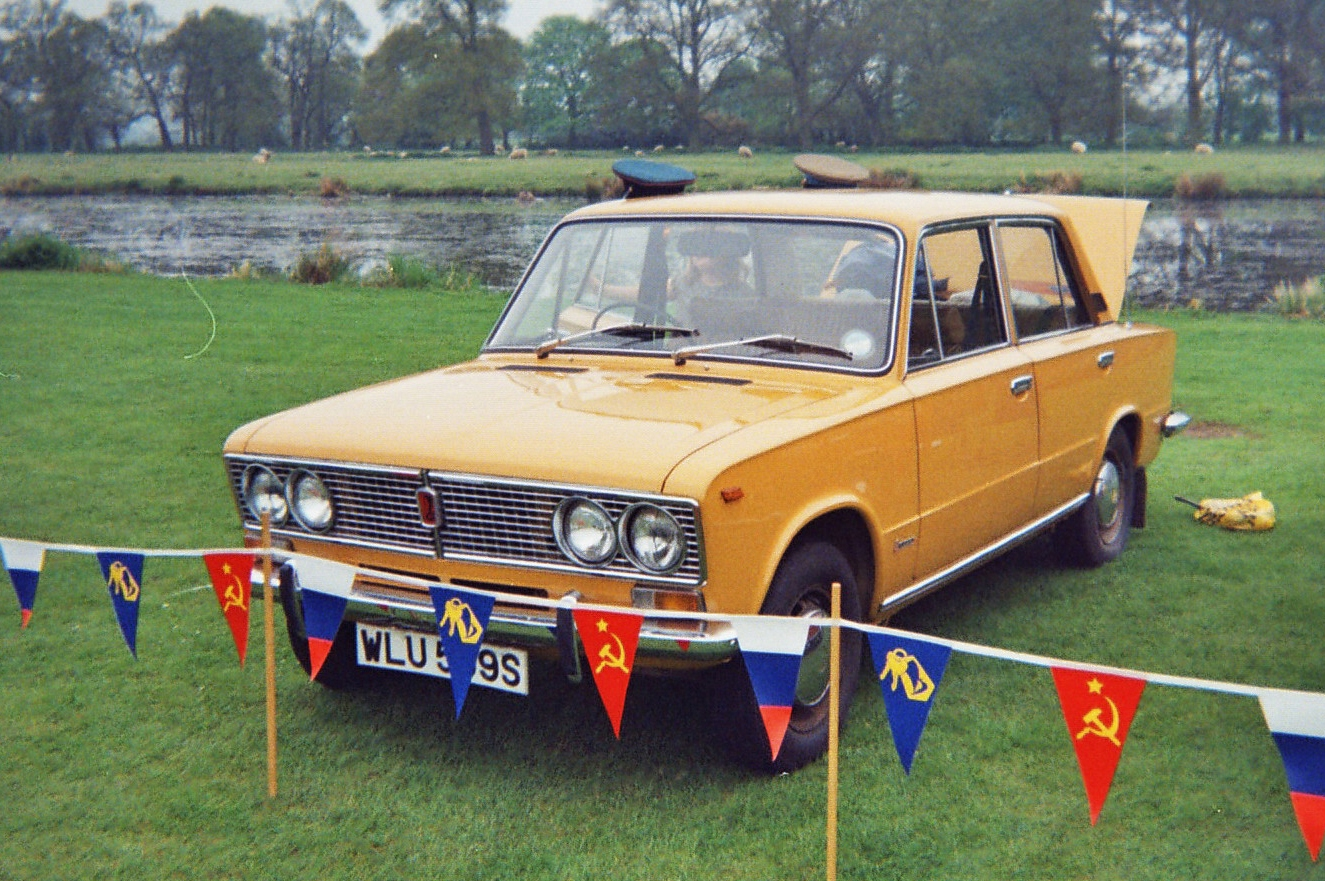
Lada 1600
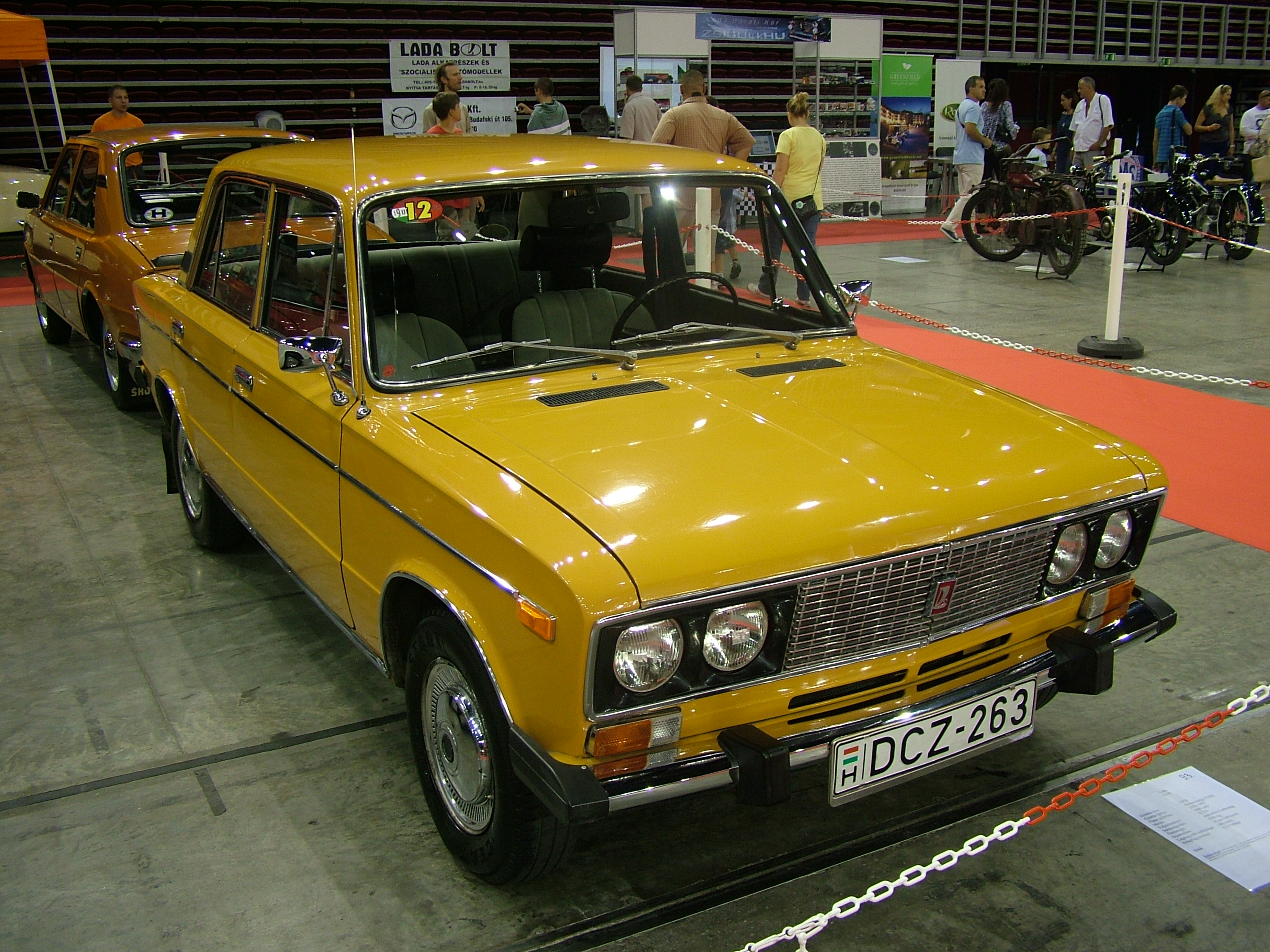
Lada 1600
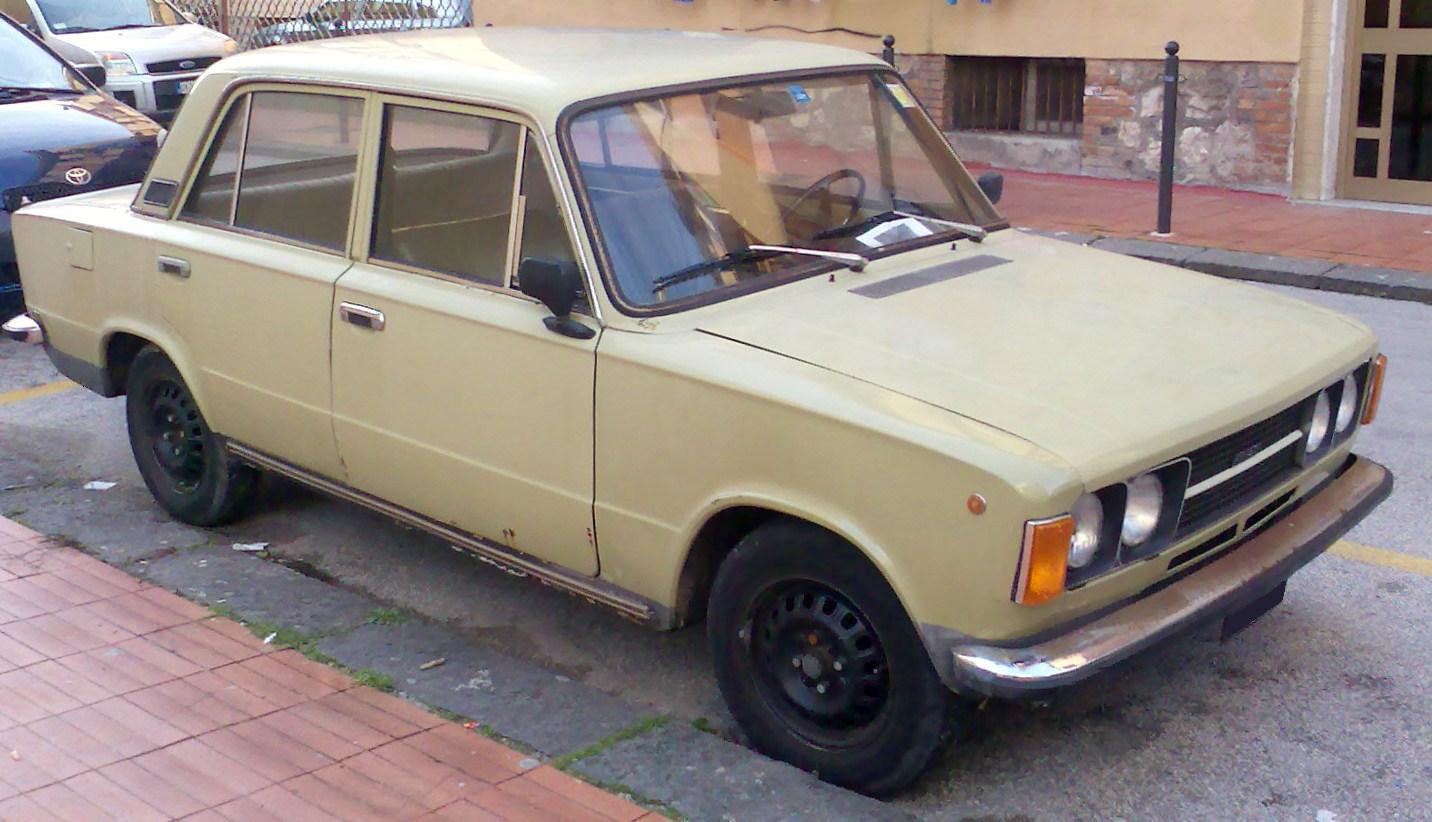
Fiat 124 Special
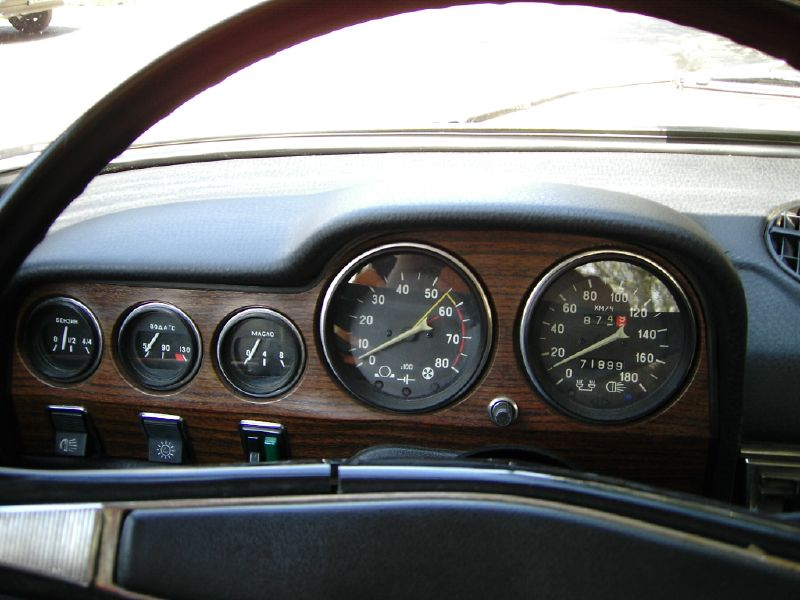
Přístrojová deska

## VAZ 2106
VAZ 2106, představený v prosinci 1975 a vyráběný od podzimu 1976, byl pokračovatelem modelu 2103 na pozici nejlépe vybavené i nejsportovnější varianty klasického automobilu Žiguli s motorem vpředu a pohonem zadní tuhé nápravy. Na této pozici jej vystřídal až v roce 2005 model 2107, který byl ovšem stejně jako dříve typ 2106 s ním vyráběn souběžně (od 1982 do 2005). Na některých exportních trzích se prodával pod označením Lada 1600.
Po stránce designu i techniky je vůz téměř shodný se svým předchůdcem. Typická přední maska se čtveřicí světlometů zůstala zachována, byla ovšem mírně přepracována. Centrální obdélníková maska chladiče byla nyní oddělena od krajních dvojic světlometů, které byly uloženy v chromovaném obdélníkovém orámování. Přemístily se i přední blinkry, byla mírně zvětšena zadní světla a byly instalovány nové přední i zadní nárazníky s gumovými elementy. Na předních sedadlech přibyly opěrky hlavy.
Technický základ shodný s modely 2101, 2102 i 2103 byl doplněn novým čtyřválcovým motorem o objemu 1 568 cm3. Poskytoval výkon 58 kW (78 koní), díky němuž se vůz dostal na rychlost 100 km/h za 16 sekund. Maximální rychlost tohoto vozu s pohotovostní hmotností 1 045 kg se pohybovala okolo 155 km/h.
Od roku 1998 byla výroba částečně přenesena z Togliatti do západoruské Syzraně, kde byl vyráběn do roku 2002. Dalším místem, kde probíhala výroba modelu 2106, bylo město Iževsk, kde se dnes vyrábějí modely 2104 a VAZ 2107. Stejný případ se opakuje i v ukrajinském Lucku. Za 29 let sjelo z výrobních linek ve všech zmíněných místech na 4,4 milionu exemplářů oblíbeného modelu VAZ 2106, který byl tradičně dodáván vyjma SSSR a zemí socialistického tábora i do řady zemí západu, např. verze 21062 s pravostranným řízením, určená pro britský trh.